# アデル・ゴールドスタイン
アデル・ゴールドスタイン（Adele Goldstine、旧姓カッツ(Katz)、1920年12月21日 - 1964年11月）は、アメリカ合衆国の数学者・プログラマである。彼女は、世界初の電子コンピュータENIACの取扱説明書を執筆したことで知られる。また、ENIACをプログラム内蔵方式に改造する際にも重要な役割を果たした。

## 幼年期と教育
彼女は1920年12月21日にニューヨーク市でユダヤ人の両親の下に生まれた。ニューヨーク市立大学ハンター校で学士号を、ミシガン大学で数学の修士号を取得した。ミシガン大学在学中に、後にENIAC建造の管理責任者となるハーマン・ゴールドスタインと出会い、2人は1941年に結婚した。

## ENIAC
彼女は、陸軍弾道研究所に接収されていたムーア・スクールで、女性計算手のための数学の講師となり、後にENIACのオリジナルのプログラマとなる6人を含む女性たちに対し、弾道軌道（複素微分計算）を手動で計算できるように訓練した。計算手による作業は戦争遂行にとって重要であり、女性は男性よりも迅速かつ正確に仕事をすることができるとみなされていた。第二次世界大戦の戦局が優位になる1943年には、基本的に全ての計算手は女性となり、現場監督者もほとんどが女性だった。
彼女は、6人の女性計算手（キー・マクナルティ、ベティ・ジェニングス、ベティ・スナイダー、マーリン・ウェスコフ、フラン・バイラス、ルース・リターマン）に対し、論理的・電気的なブロック図を使用してENIACの「プログラム」ができるように訓練した後、ENIACの取扱説明書を執筆した。ENIACでは、別の問題を解くためには、部品を再配置して、ワイヤを物理的に抜き差しする必要があった。この作業は、「プログラム」という言葉はまだなかったので、当時は「セットアップ」と呼ばれていた。
1946年、彼女はベティ・ジェニングスとリチャード・クリッピンガーとのプログラミングセッションに参加し、クリッピンガーによるENIACのプログラム内蔵方式への変更を支援した。ジョン・フォン・ノイマンは、実装する命令セットの選択に関するコンサルタントだった。これにより、装置で実行するプログラムごとにパッチケーブルを抜き差ししなければならないという問題が解決された。プログラムは3つの関数テーブルに入力された。このテーブルは、以前は軌跡の追跡機能の保存にのみ使用されていた。

## 戦後
戦後、彼女はロスアラモス国立研究所でノイマンとともにプログラミングの作業を続け、ENIACで処理する問題を考案した。彼女には、1952年と1959年に生まれた2人の子供がいた。1962年に癌と診断され、2年後の1964年に43歳で死亡した.。